# Vahagn

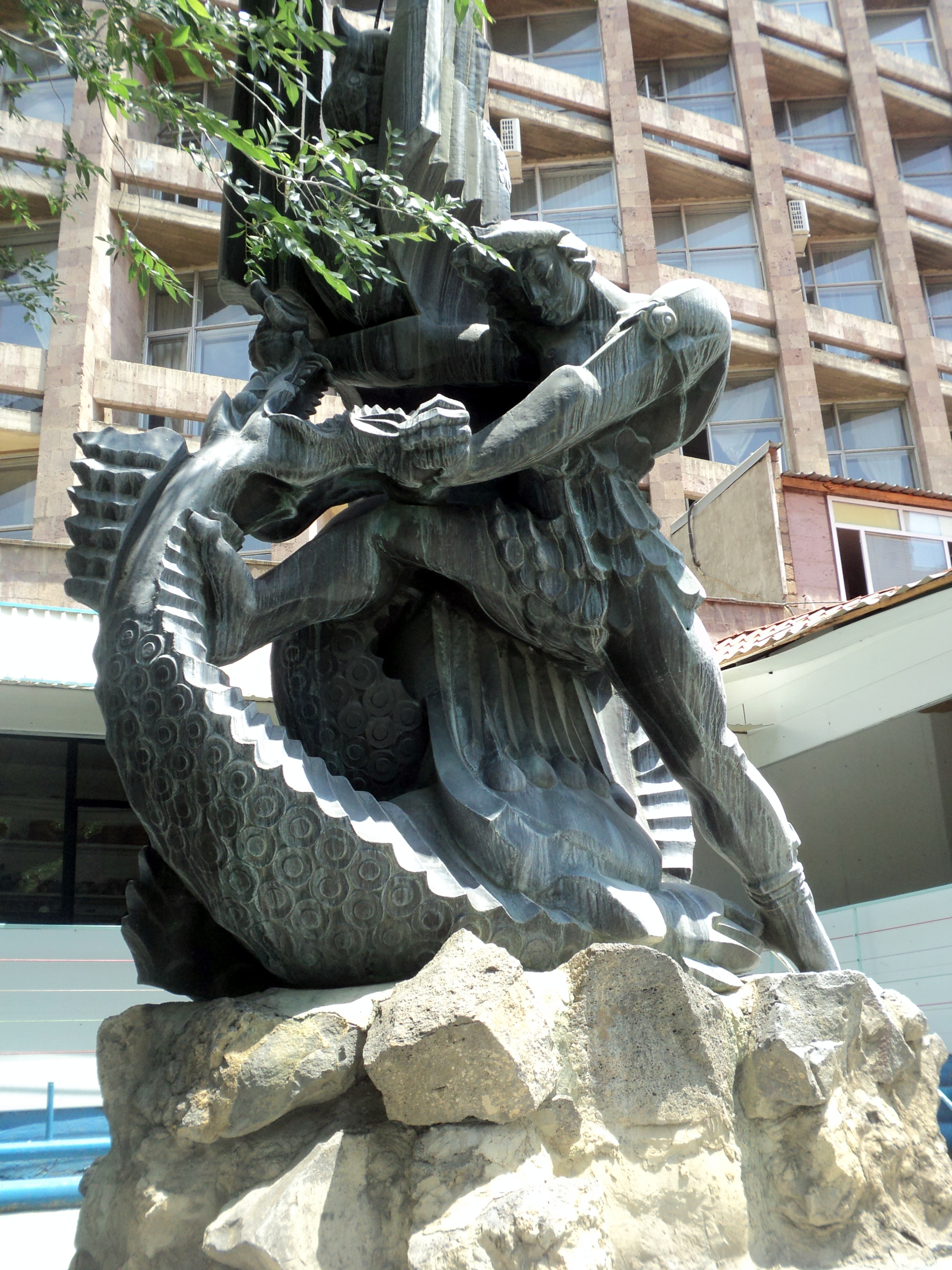
Statue de Vahagn contre le dragon à Erevan (quartier de Nor Arabkir).

Vahagn ou Vahakn (en arménien Վահագն ; en français, prononciation va-ha-gun ou bien va-ha-kun.) est une divinité du paganisme arménien. Il est comme beaucoup d'autres dieux fils d'Aramazd. 
C'est un dieu guerrier que l'on peut comparer au Mars romain ou au Thor scandinave.

## Premier chant arménien
Il s'agit sans doute du plus ancien poème arménien. La naissance de Vahagn vient de la tradition orale. C'est un poème antique et populaire où la poésie se déploie dans le mythe.

« Compréhension française du texte.
En conception était le ciel,

En conception était la terre,

Et la mer abricot (couleur) a sa conception,

Aussi de par la source d eau qui y enfantait 

De par le roseau rouge.

Du roseau la fumée montait,

Du roseau la flamme fusait,

Et de la flamme s'élançait

Un ardent jeune homme y bondissant.

Il avait les cheveux enflammé,

Il avait la barbe en feu,

Et ses yeux étaient Ensoleillé »